# Lissolongichneumon nigrofrontalis
Lissolongichneumon nigrofrontalis là một loài tò vò trong họ Ichneumonidae.